# Escudo de Rivera
El Escudo del departamento de Rivera fue aprobado el 13 de agosto de 1938 y su creador fue el Dr. Tell Ramis.
La mitad inferior contiene las 9 franjas de la bandera de Uruguay puestas en forma vertical. Una franja roja horizontal en el medio contiene la palabra Rivera. La parte superior se divide en dos cuadrantes: el izquierdo posee el árbol de plátano, simbolizando la flora del departamento, mientras que el derecho muestra el Cerro del Marco.
- Datos: Q927648